# 郡司分
郡司分（ぐじぶん）とは、宮崎県宮崎市内の地名。正式な地名は大字郡司分。本郷地域自治区に属している。郵便番号は880-0924。

## 地理
宮崎市の中南部、清武川下流左岸に位置する。本郷地域自治区の南半分に位置する。西山崎、岩切、江佐原、蠣原の4つの地区からなる。海岸部は「木崎浜」と呼ばれ、サーフィンスポットやゴルフ場が立地する。
当地を元に、希望ヶ丘、東宮、まなび野が誕生した影響により飛び地が存在する。
北方を希望ヶ丘、東宮、まなび野、月見ケ丘、西方を清武町加納、清武町木原、南方を熊野と接する。

## 地名の由来
郡司分の地名は古く、鎌倉時代初期、1197(建久8年)に作られた土地台帳『建久図田帳』にある八条女院領国富本郷に由来する。郡司は律令制の郡政務を執った役人で、国司の下にあって郡を治めた役人のことをいう。郡司分は国富荘の中心となった地域だったので、郡を治める役人がいたことが考えられ、当時の役人郡司にちなむ地名と思われる。現在でも郡司姓の人がいるが先祖はこの郡司の役にあった人といわれる。

## 歴史
- 1943年 - 旧赤江町編入に伴い、宮崎市大字郡司分が成立。
- 1980年 - 郡司分・本郷南方・本郷北方の一部をもって希望ヶ丘1-4丁目が成立。
- 2002年 - 郡司分・本郷南方の一部をもって東宮1-2丁目が成立。
- 2003年 - 郡司分・本郷南方・本郷北方の一部をもってまなび野1-3丁目が成立。

## 世帯数と人口
2023年（令和5年）6月1日現在の世帯数と人口は以下の通りである。
| 町丁       | 世帯数   | 人口   |
| ---------- | -------- | ------ |
| 大字郡司分 | 1164世帯 | 2502人 |

## 小・中学校の学区
市立小・中学校に通う場合、学区は以下の通りとなる。
| 町名 | 小学校             | 中学校             |
| ---- | ------------------ | ------------------ |
| 本郷 | 宮崎市立本郷小学校 | 宮崎市立本郷中学校 |

## 交通

### 鉄道
JR日南線が通過する。区域内に駅はなく、最寄りは南方駅、木花駅。

### バス
宮交グループの運営するバスが営業している。

### 道路
- 宮崎自動車道 宮崎インターチェンジ
- 一ツ葉有料道路 南線 (宮崎県道10号宮崎インター佐土原線)
- 国道220号（宮崎南バイパス）
- 宮崎県道13号高岡郡司分線
- 宮崎県道337号城ヶ崎清武線
- 宮崎県道367号中村木崎線
- 宮崎県道375号学園木花台本郷北方線

## 施設
- 宮崎第一中学高等学校
- 宮崎県消防学校
- 木崎浜